# Championnat d'Europe de beach soccer 2002
Navigation
2001 2003
L'Euro Beach Soccer League 2002 est la 5e édition de l'Euro Beach Soccer League, la plus importante compétition européenne de beach soccer.
Le Portugal remporte pour la première fois le titre européen.

## Déroulement
Les quatre meilleurs nations du moment (groupe Sud) s’affrontent à l'occasion de quatre étapes non éliminatoires. Les deux premières du classement cumulés se voient exemptées du tour préliminaire de la super-finale.
Six autres prétendants (groupe Nord/Est) tentent de bousculer la hiérarchie à l'occasion de six étapes. Seuls les deux premiers du classement cumulés participent au tour préliminaire de la super-finale.

## Phase régulière

### Groupe Nord/Est

#### Étape 1
Cette étape a lieu à Brighton du 1er au 3 juin. La Suisse remporte pour la première fois une étape de l'EBSL.
| Équipe     | J | G | G+ | P | Bp | Bc | +/- | Pts |
| ---------- | - | - | -- | - | -- | -- | --- | --- |
| Suisse     | 3 | 3 | 0  | 0 | 19 | 10 | +9  | 9   |
| Allemagne  | 3 | 2 | 0  | 1 | 12 | 11 | +1  | 6   |
| Angleterre | 3 | 1 | 0  | 2 | 7  | 11 | -4  | 3   |
| Norvège    | 3 | 0 | 0  | 3 | 12 | 18 | -6  | 0   |

#### Étape 2
Cette étape a lieu à Alanya du 12 au 14 juillet. La Suisse remporte une nouvelle étape.
| Équipe     | J | G | G+ | P | Bp | Bc | +/- | Pts |
| ---------- | - | - | -- | - | -- | -- | --- | --- |
| Suisse     | 3 | 2 | 0  | 1 | 22 | 15 | +7  | 6   |
| Turquie    | 3 | 1 | 1  | 1 | 16 | 13 | +3  | 5   |
| Autriche   | 3 | 1 | 0  | 2 | 12 | 9  | +3  | 3   |
| Angleterre | 3 | 1 | 0  | 2 | 11 | 24 | -13 | 3   |

#### Étape 3
Cette étape a lieu à Bâle du 19 au 21 juillet. La Turquie remporte pour la première fois une étape.
| Équipe    | J | G | G+ | P | Bp | Bc | +/- | Pts |
| --------- | - | - | -- | - | -- | -- | --- | --- |
| Turquie   | 3 | 1 | 2  | 0 | 16 | 12 | +4  | 7   |
| Allemagne | 3 | 2 | 0  | 1 | 20 | 15 | +5  | 6   |
| Suisse    | 3 | 1 | 0  | 2 | 17 | 19 | -2  | 3   |
| Norvège   | 3 | 0 | 0  | 3 | 15 | 22 | -7  | 0   |

#### Étape 4
Cette étape a lieu à Linz du 2 au 4 août. L'Autriche remporte pour la première fois une étape.
| Équipe     | J | G | G+ | P | Bp | Bc | +/- | Pts |
| ---------- | - | - | -- | - | -- | -- | --- | --- |
| Autriche   | 3 | 3 | 0  | 0 | 24 | 14 | +10 | 9   |
| Angleterre | 3 | 2 | 0  | 1 | 14 | 17 | -3  | 6   |
| Allemagne  | 3 | 1 | 0  | 2 | 16 | 19 | -3  | 3   |
| Norvège    | 3 | 0 | 0  | 3 | 13 | 17 | -4  | 0   |

#### Étape 5
Cette étape a lieu à Kitzbühel du 16 au 18 août. La Turquie gagne à nouveau.
| Équipe    | J | G | G+ | P | Bp | Bc | +/- | Pts |
| --------- | - | - | -- | - | -- | -- | --- | --- |
| Turquie   | 3 | 1 | 1  | 1 | 22 | 21 | +1  | 5   |
| Norvège   | 3 | 1 | 1  | 1 | 24 | 21 | +3  | 5   |
| Autriche  | 3 | 1 | 0  | 2 | 24 | 26 | -2  | 3   |
| Allemagne | 3 | 1 | 0  | 2 | 25 | 27 | -2  | 3   |

#### Étape 6
Cette étape a lieu à Palavas-les-Flots du 30 août au 1er septembre. L'Autriche remporte cette épreuve.
| Équipe     | J | G | G+ | P | Bp | Bc | +/- | Pts |
| ---------- | - | - | -- | - | -- | -- | --- | --- |
| Autriche   | 3 | 3 | 0  | 0 | 26 | 15 | +11 | 9   |
| Turquie    | 3 | 2 | 0  | 1 | 26 | 19 | +7  | 6   |
| Suisse     | 3 | 1 | 0  | 2 | 21 | 25 | -4  | 3   |
| Angleterre | 3 | 0 | 0  | 3 | 15 | 29 | -14 | 0   |

### Groupe Sud

#### Étape 1
La première épreuve se déroule à Marseille en France du 5 au 7 juillet. L'Espagne remporte une neuvième étape.
| Équipe   | J | G | G+ | P | Bp | Bc | +/- | Pts |
| -------- | - | - | -- | - | -- | -- | --- | --- |
| Espagne  | 3 | 3 | 0  | 0 | 15 | 9  | +6  | 9   |
| Portugal | 3 | 2 | 0  | 1 | 18 | 12 | +6  | 6   |
| Italie   | 3 | 1 | 0  | 2 | 11 | 15 | -4  | 3   |
| France   | 3 | 0 | 0  | 3 | 13 | 21 | -8  | 0   |

#### Étape 2
La seconde étape a lieu à Carcavelos au Portugal du 12 au 14 juillet. Le Portugal s'offre une neuvième étape.
| Équipe   | J | G | G+ | P | Bp | Bc | +/- | Pts |
| -------- | - | - | -- | - | -- | -- | --- | --- |
| Portugal | 3 | 3 | 0  | 0 | 16 | 8  | +8  | 9   |
| Espagne  | 3 | 1 | 1  | 1 | 8  | 9  | -1  | 5   |
| France   | 3 | 1 | 0  | 2 | 12 | 13 | -1  | 3   |
| Italie   | 3 | 0 | 0  | 3 | 5  | 11 | -6  | 0   |

#### Étape 3
La troisième étape a lieu à Rome en Italie du 19 au 21 juillet. Le Portugal s'offre un dixième succès.
| Équipe   | J | G | G+ | P | Bp | Bc | +/- | Pts |
| -------- | - | - | -- | - | -- | -- | --- | --- |
| Portugal | 3 | 3 | 0  | 0 | 18 | 8  | +10 | 9   |
| Espagne  | 3 | 1 | 0  | 2 | 14 | 11 | +3  | 3   |
| Italie   | 3 | 1 | 0  | 2 | 12 | 22 | -10 | 3   |
| France   | 3 | 0 | 1  | 2 | 14 | 17 | -3  | 2   |

#### Étape 4
Cette étape a lieu à Palma de Majorque en Espagne du 26 au 28 juillet. La France remporte une quatrième victoire d'étapes.
| Équipe   | J | G | G+ | P | Bp | Bc | +/- | Pts |
| -------- | - | - | -- | - | -- | -- | --- | --- |
| France   | 3 | 1 | 2  | 0 | 17 | 14 | +3  | 7   |
| Espagne  | 3 | 2 | 0  | 1 | 17 | 14 | +3  | 6   |
| Portugal | 3 | 1 | 0  | 2 | 11 | 11 | 0   | 3   |
| Italie   | 3 | 0 | 0  | 3 | 7  | 12 | -5  | 0   |

## Classements cumulés

### Groupe Nord/Est
| Équipe     | J  | V | V+ | D  | Bp | Bc | +/- | Pts |
| ---------- | -- | - | -- | -- | -- | -- | --- | --- |
| Autriche   | 12 | 8 | 0  | 4  | 86 | 64 | +22 | 24  |
| Turquie    | 12 | 5 | 4  | 3  | 80 | 65 | +15 | 23  |
| Suisse     | 12 | 7 | 0  | 5  | 79 | 69 | +10 | 21  |
| Allemagne  | 12 | 6 | 0  | 6  | 73 | 72 | +1  | 18  |
| Angleterre | 12 | 4 | 0  | 8  | 47 | 81 | -34 | 12  |
| Norvège    | 12 | 1 | 1  | 10 | 64 | 78 | -14 | 5   |

| Qualifié pour le tour préliminaire |

### Groupe Sud
| Équipe   | J  | V | V+ | D  | Bp | Bc | +/- | Pts |
| -------- | -- | - | -- | -- | -- | -- | --- | --- |
| Portugal | 12 | 9 | 0  | 3  | 63 | 39 | +24 | 27  |
| Espagne  | 12 | 7 | 1  | 4  | 54 | 43 | +11 | 23  |
| France   | 12 | 2 | 3  | 7  | 56 | 65 | -9  | 12  |
| Italie   | 12 | 2 | 0  | 10 | 35 | 60 | -25 | 6   |

| Directement qualifié pour les demi-finales | Qualifié pour le tour préliminaire |

## Super-finale
La Super-finale a lieu à Monaco du 5 au 7 septembre.
- Tour préliminaire :
  - Turquie  14-6  Autriche

- - France  12-7  Italie
- demi-finales :
  - Turquie  5-8  Portugal

- - France  7-7 t. a. b.  Espagne
- 5e place : Italie  6-7  Autriche

- 3e place : France  9-3  Turquie

- Finale : Portugal  8-6  Espagne

## Classement final
| Rang | Équipe     |
| ---- | ---------- |
| 1    | Portugal   |
| 2    | Espagne    |
| 3    | France     |
| 4    | Turquie    |
| 5    | Autriche   |
| 6    | Italie     |
| 7    | Suisse     |
| 8    | Allemagne  |
| 9    | Angleterre |
| 10   | Norvège    |

## Distinctions
Groupe Nord/Est :
- Meilleur joueur :  Tamer
- Meilleur buteur :  Schirinzi
- Meilleur gardien :  Serr

Groupe Sud :
- Meilleur joueur :  Fruzzetti
- Meilleur buteur :  Alan
- Meilleur gardien :  Valeiro